# Östergötlands runinskrifter Fv1965;54
Östergötlands runinskrifter Fv 1965;54 är en runsten på Viby kyrkogård i Mjölby kommun. Där står den rest vid kyrkans torningång. Runstenen dateras till 1000-talet och utifrån skriftbandens utformning (Se runstensstilar) blir då seklets början den mest sannolika tidpunkten för dess tillkomst. 1962 hittades den, i samband med restaureringsarbete. Den hade legat som grundsten i tornet.
Östergötlands runinskrifter Fv1965;54 är ristad med raka band. Till skillnad från vad som är vanligast börjar texten i det nedre högra hörnet. Mittytan pryds av ett rikt dekorerat kors. Ett litet kors finns också toppen av ristningen. Stenen är av grå granit. Den har skador men är lagad.

## Translitteration
I translittererad form lyder inskriften på Östergötlands runinskrifter Fv 1965;54:
: haukR * risþi * ift * hifan * trik * kuml * ift * sun * sin * ukiþila * trik * alkuþan saR * hit * krimar

## Översättning
I översättning blir inskriften:
Hök reste efter 'häv' ung man minnesmärke efter sin son ..., en mycket god ung man. Han hette Grimar.